# Petit Le Mans 2011
Navigation
Édition précédente Édition suivante

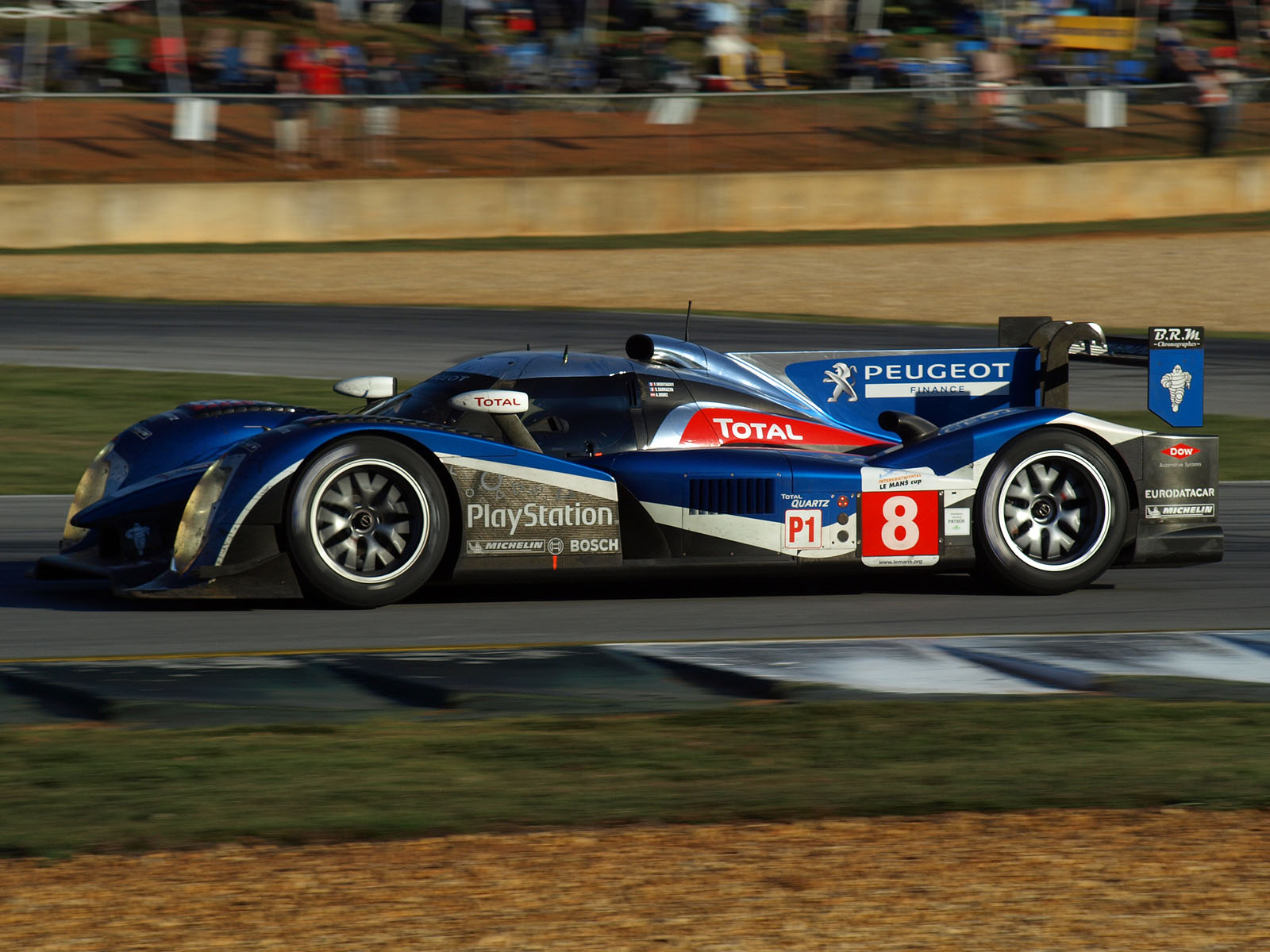
Peugeot n°8 au Petit Le Mans.

Le Petit Le Mans 2011 (14th Annual Petit Le Mans Powered By Mazda), est la 14e édition de l'épreuve et se déroule le 1er octobre 2011.
La course compte à la fois pour les American Le Mans Series 2011 et l'Intercontinental Le Mans Cup 2011.
L'organisateur annonce une affluence d'environ 130 000 spectateurs pendant la semaine de course.

## Qualification
| Pos. | Classe | N°  | Écurie                          | Pilote                | Temps        | Grille |
| ---- | ------ | --- | ------------------------------- | --------------------- | ------------ | ------ |
| 1    | LMP1   | 7   | Peugeot Sport Total             | Anthony Davidson      | 1:07.428     | 1      |
| 2    | LMP1   | 1   | Audi Sport Team Joest           | Timo Bernhard         | 1:07.556     | 2      |
| 3    | LMP1   | 8   | Peugeot Sport Total             | Stéphane Sarrazin     | 1:07.881     | 3      |
| 4    | LMP1   | 2   | Audi Sport Team Joest           | Rinaldo Capello       | 1:08.013     | 4      |
| 5    | LMP1   | 10  | Team Oreca Matmut               | Nicolas Lapierre      | 1:09.777     | 5      |
| 6    | LMP1   | 12  | Rebellion Racing                | Andrea Belicchi       | 1:10.123     | 6      |
| 7    | LMP1   | 24  | OAK Racing                      | Olivier Pla           | 1:10.355     | 7      |
| 8    | LMP1   | 007 | Aston Martin Racing             | Stefan Mücke          | 1:10.485     | 8      |
| 9    | LMP1   | 20  | Oryx Dyson Racing               | Steven Kane           | 1:10.811     | 9      |
| 10   | LMP1   | 15  | OAK Racing                      | Pierre Ragues         | 1:10.864     | 10     |
| 11   | LMP1   | 6   | Muscle Milk Aston Martin Racing | Klaus Graf            | 1:10.948     | 11     |
| 12   | LMP1   | 16  | Dyson Racing Team               | Chris Dyson           | 1:11.396     | 12     |
| 13   | LMP2   | 055 | Level 5 Motorsports             | Luis Díaz             | 1:12.335     | 13     |
| 14   | LMP2   | 26  | Signatech Nissan                | Jean-Karl Vernay      | 1:12.640     | 14     |
| 15   | LMP2   | 33  | Level 5 Motorsports             | Christophe Bouchut    | 1:12.729     | 15     |
| 16   | LMP2   | 35  | OAK Racing                      | Jacques Nicolet       | 1:14.654     | 16     |
| 17   | LMPC   | 89  | Intersport Racing (en)          | Kyle Marcelli         | 1:14.848     | 52     |
| 18   | LMP2   | 22  | United Autosports               | Stefan Johansson      | 1:15.158     | 17     |
| 19   | LMPC   | 36  | Genoa Racing                    | Dane Cameron          | 1:15.591     | DNS    |
| 20   | LMPC   | 52  | PR1/Mathiasen Motorsports       | Ryan Lewis            | 1:15.649     | 18     |
| 21   | LMPC   | 06  | CORE Autosport                  | Gunnar Jeannette      | 1:15.688     | 19     |
| 22   | LMPC   | 063 | Genoa Racing                    | Jordan Grogor         | 1:16.069     | 20     |
| 23   | LMPC   | 05  | CORE Autosport                  | Frankie Montecalvo    | 1:16.553     | 21     |
| 24   | LMP1   | 012 | Autocon                         | Chris McMurry         | 1:18.420     | 22     |
| 25   | GT     | 51  | AF Corse                        | Gianmaria Bruni       | 1:18.699     | 23     |
| 26   | GT     | 22  | BMW Team RLL                    | Dirk Werner           | 1:18.786     | 24     |
| 27   | GT     | 56  | BMW Team RLL                    | Dirk Müller           | 1:19.219     | 25     |
| 28   | GT     | 062 | Risi Competizione               | Jaime Melo            | 1:19.247     | 26     |
| 29   | GT     | 045 | Flying Lizard Motorsports       | Jörg Bergmeister      | 1:19.511     | 27     |
| 30   | GT     | 01  | Extreme Speed Motorsports       | Johannes van Overbeek | 1:19.519     | 28     |
| 31   | GT     | 59  | Luxury Racing                   | Frédéric Makowiecki   | 1:19.539     | 29     |
| 32   | GT     | 4   | Corvette Racing                 | Jan Magnussen         | 1:19.586     | 30     |
| 33   | GT     | 3   | Corvette Racing                 | Tommy Milner          | 1:19.619     | 31     |
| 34   | GT     | 02  | Extreme Speed Motorsports       | Guy Cosmo             | 1:19.705     | 32     |
| 35   | GT     | 58  | Luxury Racing                   | Ralph Firman          | 1:20.294     | 33     |
| 36   | GTE-Am | 61  | AF Corse                        | Rui Águas             | 1:20.619     | 34     |
| 37   | GT     | 17  | Team Falken Tire (en)           | Bryan Sellers         | 1:20.777     | 35     |
| 38   | GTE-Am | 57  | Krohn Racing                    | Niclas Jönsson        | 1:20.880     | 36     |
| 39   | GTE-Am | 63  | Proton Competition              | Richard Lietz         | 1:20.897     | 37     |
| 40   | GT     | 99  | Jaguar RSR                      | Bruno Junqueira       | 1:20.996     | 38     |
| 41   | GT     | 044 | Flying Lizard Motorsports       | Darren Law            | 1:21.090     | 39     |
| 42   | GTE-Am | 50  | Larbre Compétition              | Julien Canal          | 1:21.164     | 40     |
| 43   | GTE-Am | 62  | CRS Racing                      | Tim Mullen            | 1:21.294     | 41     |
| 44   | GT     | 98  | JaguarRSR                       | Rocky Moran Jr. (en)  | 1:21.335     | 42     |
| 45   | GT     | 48  | Paul Miller Racing              | Sascha Maassen        | 1:21.577     | 43     |
| 46   | GT     | 65  | Lotus Jetalliance               | Johnny Mowlem         | 1:22.560     | 44     |
| 47   | GTE-Am | 60  | Gulf AMR Middle East            | Fabien Giroix         | 1:23.075     | 45     |
| 48   | GT     | 64  | Lotus Jetalliance               | Martin Rich           | 1:23.760     | 51     |
| 49   | LMPC   | 18  | Performance Tech Motorsports    | Anthony Nicolosi      | 1:23.810     | 46     |
| 50   | GTC    | 54  | Black Swan Racing               | Jeroen Bleekemolen    | 1:24.543     | 47     |
| 51   | GTC    | 66  | TRG                             | Spencer Pumpelly      | 1:24.596     | 48     |
| 52   | GTC    | 68  | TRG                             | Dion von Moltke       | 1:24.844     | 49     |
| 53   | GTC    | 23  | Alex Job Racing                 | Leh Keen              | 1:24.861     | 50     |
| 54   | GTC    | 77  | Magnus Racing                   | Craig Stanton (en)    | 1:25.206     | DNQ    |
| 55   | GTC    | 34  | Green Hornet/Black Swan Racing  | Pas de temps          | Pas de temps | DNQ    |
| 56   | GT     | 40  | Robertson Racing                | Pas de temps          | Pas de temps | 53     |

## Résultats
Voici le classement officiel au terme de la course.
- Les vainqueurs de chaque catégorie sont signalés par un fond jauni.
- Pour la colonne Pneus, il faut passer le curseur au-dessus du modèle pour connaître le manufacturier de pneumatiques.

| Pos    | Cat    | n°  | Equipe                          | Pilotes                                                   | Châssis                                 | Pneus | Tours |
| Pos    | Cat    | n°  | Equipe                          | Pilotes                                                   | Moteur                                  | Pneus | Tours |
| ------ | ------ | --- | ------------------------------- | --------------------------------------------------------- | --------------------------------------- | ----- | ----- |
| 1      | LMP1   | 8   | Peugeot Sport Total             | Franck Montagny Stéphane Sarrazin Alexander Wurz          | Peugeot 908                             | M     | 394   |
| 1      | LMP1   | 8   | Peugeot Sport Total             | Franck Montagny Stéphane Sarrazin Alexander Wurz          | Peugeot HDi 3.7 L Turbo V8 (Diesel)     | M     | 394   |
| 2      | LMP1   | 10  | Team Oreca Matmut               | Marc Gené Nicolas Lapierre Nicolas Minassian              | Peugeot 908 HDi FAP                     | M     | 389   |
| 2      | LMP1   | 10  | Team Oreca Matmut               | Marc Gené Nicolas Lapierre Nicolas Minassian              | Peugeot HDi 5.5 L Turbo V12 (Diesel)    | M     | 389   |
| 3      | LMP1   | 007 | Aston Martin Racing             | Adrián Fernández Stefan Mücke Harold Primat               | Lola-Aston Martin B09/60                | M     | 388   |
| 3      | LMP1   | 007 | Aston Martin Racing             | Adrián Fernández Stefan Mücke Harold Primat               | Aston Martin 6.0 L V12                  | M     | 388   |
| 4      | LMP1   | 24  | OAK Racing                      | Olivier Pla Alexandre Prémat Jean-François Yvon           | OAK Pescarolo 01                        | D     | 384   |
| 4      | LMP1   | 24  | OAK Racing                      | Olivier Pla Alexandre Prémat Jean-François Yvon           | Judd DB 3.4 L V8                        | D     | 384   |
| 5      | LMP1   | 12  | Rebellion Racing                | Andrea Belicchi Neel Jani Nicolas Prost                   | Lola B10/60                             | M     | 381   |
| 5      | LMP1   | 12  | Rebellion Racing                | Andrea Belicchi Neel Jani Nicolas Prost                   | Toyota RV8KLM 3.4 L V8                  | M     | 381   |
| 6      | LMP2   | 33  | Level 5 Motorsports             | João Barbosa Christophe Bouchut Scott Tucker              | HPD ARX-01g                             | M     | 375   |
| 6      | LMP2   | 33  | Level 5 Motorsports             | João Barbosa Christophe Bouchut Scott Tucker              | HPD HR28TT 2.8 L Turbo V6               | M     | 375   |
| 7      | LMP1   | 15  | OAK Racing                      | Matthieu Lahaye Guillaume Moreau Pierre Ragues            | OAK Pescarolo 01                        | D     | 370   |
| 7      | LMP1   | 15  | OAK Racing                      | Matthieu Lahaye Guillaume Moreau Pierre Ragues            | Judd DB 3.4 L V8                        | D     | 370   |
| 8      | LMPC   | 52  | PR1 Mathiasen Motorsports       | Ken Dobson Ryan Lewis Henri Richard                       | Oreca FLM09                             | M     | 368   |
| 8      | LMPC   | 52  | PR1 Mathiasen Motorsports       | Ken Dobson Ryan Lewis Henri Richard                       | Chevrolet LS3 6.2 L V8                  | M     | 368   |
| 9      | LMPC   | 89  | Intersport Racing               | Chapman Ducote Tomy Drissi Kyle Marcelli                  | Oreca FLM09                             | M     | 368   |
| 9      | LMPC   | 89  | Intersport Racing               | Chapman Ducote Tomy Drissi Kyle Marcelli                  | Chevrolet LS3 6.2 L V8                  | M     | 368   |
| 10     | GT     | 51  | AF Corse                        | Gianmaria Bruni Giancarlo Fisichella Pierre Kaffer        | Ferrari 458 Italia GT2                  | M     | 367   |
| 10     | GT     | 51  | AF Corse                        | Gianmaria Bruni Giancarlo Fisichella Pierre Kaffer        | Ferrari 4.5 L V8                        | M     | 367   |
| 11     | GT     | 045 | Flying Lizard Motorsports       | Jörg Bergmeister Patrick Long Patrick Pilet               | Porsche 911 GT3 RSR (997)               | M     | 367   |
| 11     | GT     | 045 | Flying Lizard Motorsports       | Jörg Bergmeister Patrick Long Patrick Pilet               | Porsche 4.0 L Flat-6                    | M     | 367   |
| 12     | GT     | 55  | BMW Motorsport BMW Team RLL     | Bill Auberlen Augusto Farfus Dirk Werner                  | BMW M3 GT2 (E92)                        | D     | 367   |
| 12     | GT     | 55  | BMW Motorsport BMW Team RLL     | Bill Auberlen Augusto Farfus Dirk Werner                  | BMW 4.0 L V8                            | D     | 367   |
| 13     | LMP2   | 22  | United Autosports               | Zak Brown Stefan Johansson Mark Patterson                 | OAK Pescarolo 01                        | D     | 367   |
| 13     | LMP2   | 22  | United Autosports               | Zak Brown Stefan Johansson Mark Patterson                 | Judd-BMW HK 3.6 L V8                    | D     | 367   |
| 14     | GT     | 4   | Corvette Racing                 | Oliver Gavin Jan Magnussen Richard Westbrook              | Chevrolet Corvette C6.R                 | M     | 366   |
| 14     | GT     | 4   | Corvette Racing                 | Oliver Gavin Jan Magnussen Richard Westbrook              | Chevrolet 5.5 L V8                      | M     | 366   |
| 15     | GT     | 17  | Team Falken Tire                | Wolf Henzler Martin Ragginger (de) Bryan Sellers          | Porsche 911 GT3 RSR (997)               | F     | 365   |
| 15     | GT     | 17  | Team Falken Tire                | Wolf Henzler Martin Ragginger (de) Bryan Sellers          | Porsche 4.0 L Flat-6                    | F     | 365   |
| 16     | GT     | 01  | Extreme Speed Motorsports       | Dominik Farnbacher Scott Sharp Johannes van Overbeek      | Ferrari 458 Italia GT2                  | M     | 365   |
| 16     | GT     | 01  | Extreme Speed Motorsports       | Dominik Farnbacher Scott Sharp Johannes van Overbeek      | Ferrari 4.5 L V8                        | M     | 365   |
| 17 DNF | LMP1   | 16  | Dyson Racing Team               | Jay Cochran Chris Dyson Guy Smith                         | Lola B09/86                             | D     | 363   |
| 17 DNF | LMP1   | 16  | Dyson Racing Team               | Jay Cochran Chris Dyson Guy Smith                         | Mazda MZR-R 2.0 L Turbo I4 (Isobutanol) | D     | 363   |
| 18     | GT     | 58  | Luxury Racing                   | Ralph Firman David Hallyday François Jakubowski (de)      | Ferrari 458 Italia GT2                  | M     | 361   |
| 18     | GT     | 58  | Luxury Racing                   | Ralph Firman David Hallyday François Jakubowski (de)      | Ferrari 4.5 L V8                        | M     | 361   |
| 19     | GT     | 044 | Flying Lizard Motorsports       | Marco Holzer Darren Law Seth Neiman                       | Porsche 911 GT3 RSR (997)               | M     | 361   |
| 19     | GT     | 044 | Flying Lizard Motorsports       | Marco Holzer Darren Law Seth Neiman                       | Porsche 4.0 L Flat-6                    | M     | 361   |
| 20     | GT     | 56  | BMW Motorsport BMW Team RLL     | Joey Hand Dirk Müller Andy Priaulx                        | BMW M3 GT2 (E92)                        | D     | 359   |
| 20     | GT     | 56  | BMW Motorsport BMW Team RLL     | Joey Hand Dirk Müller Andy Priaulx                        | BMW 4.0 L V8                            | D     | 359   |
| 21     | GT     | 02  | Extreme Speed Motorsports       | Rob Bell Ed Brown Guy Cosmo                               | Ferrari 458 Italia GT2                  | M     | 357   |
| 21     | GT     | 02  | Extreme Speed Motorsports       | Rob Bell Ed Brown Guy Cosmo                               | Ferrari 4.5 L V8                        | M     | 357   |
| 22     | LMP2   | 26  | Signatech Nissan                | Franck Mailleux Lucas Ordóñez Jean-Karl Vernay            | Oreca 03                                | M     | 357   |
| 22     | LMP2   | 26  | Signatech Nissan                | Franck Mailleux Lucas Ordóñez Jean-Karl Vernay            | Nissan VK45DE 4.5 L V8                  | M     | 357   |
| 23     | GT     | 48  | Paul Miller Racing              | Emmanuel Collard Sascha Maassen Bryce Miller              | Porsche 911 GT3 RSR (997)               | Y     | 357   |
| 23     | GT     | 48  | Paul Miller Racing              | Emmanuel Collard Sascha Maassen Bryce Miller              | Porsche 4.0 L Flat-6                    | Y     | 357   |
| 24     | GTE Am | 57  | Krohn Racing                    | Tracy Krohn Niclas Jönsson Michele Rugolo                 | Ferrari F430 GTC                        | D     | 355   |
| 24     | GTE Am | 57  | Krohn Racing                    | Tracy Krohn Niclas Jönsson Michele Rugolo                 | Ferrari 4.0 L V8                        | D     | 355   |
| 25     | GTE Am | 50  | Larbre Compétition              | Patrick Bornhauser Julien Canal Gabriele Gardel           | Chevrolet Corvette C6.R                 | M     | 353   |
| 25     | GTE Am | 50  | Larbre Compétition              | Patrick Bornhauser Julien Canal Gabriele Gardel           | Chevrolet 5.5 L V8                      | M     | 353   |
| 26     | GT     | 40  | Robertson Racing                | David Murry Andrea Robertson Melanie Snow                 | Ford GT-R Mk. VII                       | M     | 350   |
| 26     | GT     | 40  | Robertson Racing                | David Murry Andrea Robertson Melanie Snow                 | Ford (Élan) 5.0 L V8                    | M     | 350   |
| 27     | GTC    | 54  | Black Swan Racing               | Jeroen Bleekemolen Sebastiaan Bleekemolen Tim Pappas      | Porsche 997 GT3 Cup                     | Y     | 346   |
| 27     | GTC    | 54  | Black Swan Racing               | Jeroen Bleekemolen Sebastiaan Bleekemolen Tim Pappas      | Porsche 3.8 L Flat-6                    | Y     | 346   |
| 28     | GTC    | 23  | Alex Job Racing                 | Leh Keen Bill Sweedler Brian Wong                         | Porsche 997 GT3 Cup                     | Y     | 346   |
| 28     | GTC    | 23  | Alex Job Racing                 | Leh Keen Bill Sweedler Brian Wong                         | Porsche 3.8 L Flat-6                    | Y     | 346   |
| 29     | GTC    | 66  | TRG                             | Duncan Ende Peter Ludwig Spencer Pumpelly                 | Porsche 997 GT3 Cup                     | Y     | 345   |
| 29     | GTC    | 66  | TRG                             | Duncan Ende Peter Ludwig Spencer Pumpelly                 | Porsche 3.8 L Flat-6                    | Y     | 345   |
| 30     | LMPC   | 06  | CORE Autosport                  | Ricardo González Gunnar Jeannette Rudy Junco, Jr.         | Oreca FLM09                             | M     | 340   |
| 30     | LMPC   | 06  | CORE Autosport                  | Ricardo González Gunnar Jeannette Rudy Junco, Jr.         | Chevrolet LS3 6.2 L V8                  | M     | 340   |
| 31     | GTE Am | 61  | AF Corse                        | Rui Águas Justin Bell Robert Kaufmann                     | Ferrari F430 GTC                        | M     | 338   |
| 31     | GTE Am | 61  | AF Corse                        | Rui Águas Justin Bell Robert Kaufmann                     | Ferrari 4.0 L V8                        | M     | 338   |
| 32 DNF | LMP1   | 012 | Autocon                         | Tony Burgess Chris McMurry Bryan Willman                  | Lola B06/10                             | D     | 336   |
| 32 DNF | LMP1   | 012 | Autocon                         | Tony Burgess Chris McMurry Bryan Willman                  | AER P32C 4.0 L Turbo V8 (Isobutanol)    | D     | 336   |
| 33     | GTE Am | 60  | Gulf AMR Middle East            | Fabien Giroix Roald Goethe Michael Wainwright             | Aston Martin V8 Vantage GT2             | D     | 332   |
| 33     | GTE Am | 60  | Gulf AMR Middle East            | Fabien Giroix Roald Goethe Michael Wainwright             | Aston Martin 4.5 L V8                   | D     | 332   |
| 34     | LMPC   | 063 | Genoa Racing                    | Elton Julian Eric Lux Christian Zugel                     | Oreca FLM09                             | M     | 327   |
| 34     | LMPC   | 063 | Genoa Racing                    | Elton Julian Eric Lux Christian Zugel                     | Chevrolet LS3 6.2 L V8                  | M     | 327   |
| 35 DNF | LMPC   | 05  | CORE Autosport                  | Jon Bennett Ryan Dalziel Frankie Montecalvo               | Oreca FLM09                             | M     | 324   |
| 35 DNF | LMPC   | 05  | CORE Autosport                  | Jon Bennett Ryan Dalziel Frankie Montecalvo               | Chevrolet LS3 6.2 L V8                  | M     | 324   |
| 36     | LMP2   | 35  | OAK Racing                      | Frédéric Da Rocha Patrice Lafargue Jacques Nicolet        | OAK Pescarolo 01                        | D     | 324   |
| 36     | LMP2   | 35  | OAK Racing                      | Frédéric Da Rocha Patrice Lafargue Jacques Nicolet        | Judd-BMW HK 3.6 L V8                    | D     | 324   |
| 37 DNF | GT     | 59  | Luxury Racing                   | Anthony Beltoise Frédéric Makowiecki Stéphane Ortelli     | Ferrari 458 Italia GT2                  | M     | 316   |
| 37 DNF | GT     | 59  | Luxury Racing                   | Anthony Beltoise Frédéric Makowiecki Stéphane Ortelli     | Ferrari 4.5 L V8                        | M     | 316   |
| 38     | LMP2   | 055 | Level 5 Motorsports             | Scott Tucker Luis Díaz Marino Franchitti                  | HPD ARX-01g                             | M     | 314   |
| 38     | LMP2   | 055 | Level 5 Motorsports             | Scott Tucker Luis Díaz Marino Franchitti                  | HPD HR28TT 2.8 L Turbo V6               | M     | 314   |
| 39     | GTE Am | 62  | CRS Racing                      | Pierre Ehret Tim Mullen Roger Wills                       | Ferrari F430 GTC                        | M     | 310   |
| 39     | GTE Am | 62  | CRS Racing                      | Pierre Ehret Tim Mullen Roger Wills                       | Ferrari 4.0 L V8                        | M     | 310   |
| 40 DNF | LMP1   | 2   | Audi Sport Team Joest           | Rinaldo Capello Tom Kristensen Allan McNish               | Audi R18 TDI                            | M     | 302   |
| 40 DNF | LMP1   | 2   | Audi Sport Team Joest           | Rinaldo Capello Tom Kristensen Allan McNish               | Audi TDI 3.7 L Turbo V6 (Diesel)        | M     | 302   |
| 41 DNF | LMP1   | 1   | Audi Sport Team Joest           | Timo Bernhard Marcel Fässler Romain Dumas                 | Audi R18 TDI                            | M     | 296   |
| 41 DNF | LMP1   | 1   | Audi Sport Team Joest           | Timo Bernhard Marcel Fässler Romain Dumas                 | Audi TDI 3.7 L Turbo V6 (Diesel)        | M     | 296   |
| 42     | LMPC   | 18  | Performance Tech Motorsports    | Jarrett Boon Jan-Dirk Lueders Anthony Nicolosi            | Oreca FLM09                             | M     | 293   |
| 42     | LMPC   | 18  | Performance Tech Motorsports    | Jarrett Boon Jan-Dirk Lueders Anthony Nicolosi            | Chevrolet LS3 6.2 L V8                  | M     | 293   |
| 43     | GTC    | 68  | TRG                             | Ben Keating Jim Norman Dion von Molkte                    | Porsche 997 GT3 Cup                     | Y     | 247   |
| 43     | GTC    | 68  | TRG                             | Ben Keating Jim Norman Dion von Molkte                    | Porsche 3.8 L Flat-6                    | Y     | 247   |
| 44 NC  | GT     | 65  | Lotus Jetalliance               | David Heinemeier Hansson Johnny Mowlem James Rossiter     | Lotus Evora GTE                         | M     | 237   |
| 44 NC  | GT     | 65  | Lotus Jetalliance               | David Heinemeier Hansson Johnny Mowlem James Rossiter     | Toyota-Cosworth 4.0 L V6                | M     | 237   |
| 45 DNF | GT     | 64  | Lotus Jetalliance               | Kasper Jensen Martin Rich Oskar Slingerland               | Lotus Evora GTE                         | M     | 197   |
| 45 DNF | GT     | 64  | Lotus Jetalliance               | Kasper Jensen Martin Rich Oskar Slingerland               | Toyota-Cosworth 4.0 L V6                | M     | 197   |
| 46 DNF | GTE Am | 63  | Proton Competition              | Mark Bullitt Richard Lietz Christian Ried                 | Porsche 911 GT3 RSR (997)               | M     | 163   |
| 46 DNF | GTE Am | 63  | Proton Competition              | Mark Bullitt Richard Lietz Christian Ried                 | Porsche 4.0 L Flat-6                    | M     | 163   |
| 47 DNF | GT     | 99  | Jaguar RSR                      | Bruno Junqueira Kenny Wilden Ian James                    | Jaguar XKR GT2                          | D     | 92    |
| 47 DNF | GT     | 99  | Jaguar RSR                      | Bruno Junqueira Kenny Wilden Ian James                    | Jaguar 5.0 L V8                         | D     | 92    |
| 48 DNF | LMP1   | 7   | Peugeot Sport Total             | Sébastien Bourdais Anthony Davidson Simon Pagenaud        | Peugeot 908                             | M     | 78    |
| 48 DNF | LMP1   | 7   | Peugeot Sport Total             | Sébastien Bourdais Anthony Davidson Simon Pagenaud        | Peugeot HDi 3.7 L Turbo V8 (Diesel)     | M     | 78    |
| 49 DNF | GT     | 3   | Corvette Racing                 | Olivier Beretta Antonio García Tommy Milner               | Chevrolet Corvette C6.R                 | M     | 76    |
| 49 DNF | GT     | 3   | Corvette Racing                 | Olivier Beretta Antonio García Tommy Milner               | Chevrolet 5.5 L V8                      | M     | 76    |
| 50 DNF | LMP1   | 6   | Muscle Milk Aston Martin Racing | Lucas Luhr Klaus Graf Greg Pickett                        | Lola-Aston Martin B08/62                | M     | 63    |
| 50 DNF | LMP1   | 6   | Muscle Milk Aston Martin Racing | Lucas Luhr Klaus Graf Greg Pickett                        | Aston Martin 6.0 L V12                  | M     | 63    |
| 51 DNF | LMP1   | 20  | Oryx Dyson Racing               | Humaid Al Masaood Steven Kane Butch Leitzinger            | Lola B09/86                             | D     | 29    |
| 51 DNF | LMP1   | 20  | Oryx Dyson Racing               | Humaid Al Masaood Steven Kane Butch Leitzinger            | Mazda MZR-R 2.0 L Turbo I4 (Isobutanol) | D     | 29    |
| 52 DNF | GT     | 98  | Jaguar RSR                      | P. J. Jones Shane Lewis Rocky Moran, Jr.                  | Jaguar XKR GT2                          | D     | 27    |
| 52 DNF | GT     | 98  | Jaguar RSR                      | P. J. Jones Shane Lewis Rocky Moran, Jr.                  | Jaguar 5.0 L V8                         | D     | 27    |
| DNS    | GT     | 062 | Risi Competizione               | Raphael Matos Jaime Melo Toni Vilander                    | Ferrari 458 Italia GT2                  | M     |       |
| DNS    | GT     | 062 | Risi Competizione               | Raphael Matos Jaime Melo Toni Vilander                    | Ferrari 4.5 L V8                        | M     |       |
| DNS    | LMPC   | 36  | Genoa Racing                    | Jordan Grogor Aldous Mitchell Bassam Kronfli Dane Cameron | Oreca FLM09                             | M     |       |
| DNS    | LMPC   | 36  | Genoa Racing                    | Jordan Grogor Aldous Mitchell Bassam Kronfli Dane Cameron | Chevrolet LS3 6.2 L V8                  | M     |       |